# Frail Women
Frail Women é um filme de drama britânico de 1932, dirigido por Maurice Elvey e estrelado por Mary Newcomb, Owen Nares, Frank Pettingell e Herbert Lomas. Nos anos após a Primeira Guerra Mundial, um Coronel se casa com sua amante em tempo de guerra.

## Elenco
- Mary Newcomb - Lilian Hamilton
- Owen Nares - Coronel Leonard Harvery
- Edmund Gwenn - Jim Willis
- Jane Welsh
- Frederick Peisley - Peter Ferrar
- Herbert Lomas - Solicitador
- Frank Pettingell - McWhirter